# Gare de Corrèze
Gare de Corrèze vasútállomás Franciaországban, Saint-Priest-de-Gimel településen.

## Vasútvonalak
Az állomást az alábbi vasútvonalak érintik:
- Tulle–Meymac-vasútvonal

## Kapcsolódó állomások
A vasútállomáshoz az alábbi állomások vannak a legközelebb:
- Gare de Tulle
- Gare de Montaignac-Saint-Hippolyte
- Gare d’Égletons